# Distância (teoria dos grafos)

No grafo não orientado acima a distância d(1, 3) entre os vértices 1 e 3 é 2. A distância d(1, 7) entre os vértices 1 e 7 é 3.

No campo da matemática da teoria dos grafos, a distância entre dois vértices em um grafo é o número de arestas em um caminho mínimo conectando eles. Em outras palavras, denomina-se distância d(v, w) de um grafo como sendo o comprimento do menor caminho entre v e w. Isso também é conhecido como distância geodésica porque é o comprimento do grafo geodésico entre os dois vértices. A distância entre dois vértices v1 e v2 é d se e somente se existe um caminho de comprimento d de v1 a v2 e nenhum caminho de v1 a v2 tem comprimento menor que d. Se não existe caminho algum conectando dois vértices, ou seja, se eles pertencem a diferentes componentes conectados, então convencionalmente a distância entre eles é definida como infinita.

## Definições
O conjunto de vértices (de um grafo não-orientado) e a função de distância formam um espaço métrico, se e somente se o grafo é conexo.
Uma métrica definida sobre um conjunto de pontos em função das distâncias em um grafo definido sobre o conjunto é chamada uma métrica de grafo.

## Medidas definidas em termos de distância
Há uma série de outras medidas definidas em termos de distância:
- A excentricidade {\displaystyle \epsilon } de um vértice {\displaystyle v} é a maior distância geodésica entre {\displaystyle v} e qualquer outro vértice. Ela pode ser pensada como o quanto um nó é distante do nó mais distante dele no grafo.

- O raio de um grafo é a excentricidade mínima de qualquer vértice do grafo.

- O diâmetro de um grafo é a excentricidade máxima de qualquer vértice do grafo. Ou seja, ele é a maior distância entre qualquer par de vértices. Para achar o diâmetro de um grafo, primeiro encontre o caminho mínimo entre cada par de vértices. O maior comprimento de qualquer um desses caminhos é o diâmetro do grafo.

- Um vértice periférico em um grafo de diâmetro {\displaystyle d} é aquele que dista de d de algum outro vértice, isto é, um vértice que alcança o diâmetro.

- Um vértice pseudo-periférico {\displaystyle v} tem a propriedade que para qualquer vértice {\displaystyle u}, se {\displaystyle v} é tão longe quanto possível de {\displaystyle u}, então {\displaystyle u} é tão longe quanto possivel de {\displaystyle v}.  Formalmente, se a distância de {\displaystyle u} a {\displaystyle v} é igual à excentricidade de {\displaystyle u}, então é igual à excentricidade de {\displaystyle v}.

## Algoritmo para encontrar vértices pseudo-periféricos
Muitas vezes algoritmos de matrizes esparsas periféricas precisam de um vértice de partida com uma grande excentricidade. Um vértice periférico seria perfeito, mas é muitas vezes difícil de calcular. Na maioria dos casos um vértice pseudo-periférico pode ser utilizado. Um vértice pseudo-periférico pode ser facilmente encontrado com o seguinte algoritmo:
1. Escolha um vértice {\displaystyle u}.
2. Entre todos os vértices que estão distantes de {\displaystyle u} o quanto possível, faça {\displaystyle v} ser aquele com grau mínimo.
3. Se {\displaystyle \epsilon (v)>\epsilon (u)} então faça u=v e repita o passo 2, senão {\displaystyle v} é um vértice pseudo-periférico.

## Aplicações
Existem numerosas aplicações na teoria dos grafos nas quais se considera o conceito de distância:
- O índice de Wiener foi introduzido em 1947, sendo o primeiro índice de grafo introduzido na química.  Em seu cálculo utiliza a distância entre dois átomos i e j, que é dada pela distância entre os vértices vi e vj que é igual ao número de arestas(ligações) considerando-se o menor caminho que conecte vi e vj.[6]